# Coppa Italia Dilettanti 1984-1985
La Coppa Italia Dilettanti 1984-1985 è stata la 19ª edizione di questa competizione calcistica italiana. È stata disputata con la formula dell'eliminazione diretta ed è stata vinta dal Rosignano Solvay.
Dopo l'entrata in vigore della Legge n. 91 del 23 marzo 1981 che ha abolito il calcio semiprofessionistico, le squadre del Campionato Interregionale (5º livello nazionale, primo dilettantistico) partecipano a questa coppa, assieme a quelle di Promozione (1º livello regionale, 6º nazionale). Il torneo viene diviso in due "binari" per le due categorie fino ai quarti di finale, dove approderanno 3 squadre di Interregionale e 5 di Promozione.
L'edizione, come detto sopra, è stata vinta dal Rosignano Solvay, che superò in finale il Posillipo; le altre semifinaliste furono Ravenna e Cynthia.

## Fasi Interregionale e Promozione
Dalle due fasi eliminatorie sono giunte Cynthia, Ravenna e Rosignano Solvay (dal Campionato Interregionale 1984-1985), Narnese, Posillipo, Rovellasca, più altre due squadre (dalla Promozione 1984-1985).

## Quarti di finale
| Squadra 1              | Totale      | Squadra 2        | Andata | Ritorno |
| ---------------------- | ----------- | ---------------- | ------ | ------- |
| (TOS) Rosignano Solvay | 2 – 2 (gfc) | Rovellasca (LOM) | 0 – 0  | 1 – 1   |
| (CAM) Posillipo        | 2 – 1       | Narnese (UMB)    | 2 – 0  | 0 – 1   |
| (E.R) Ravenna          | ?           | ?                | ?      | ?       |
| (LAZ) Cynthia          | ?           | ?                | ?      | ?       |

## Semifinali
| Squadra 1              | Totale          | Squadra 2       | Andata | Ritorno |
| ---------------------- | --------------- | --------------- | ------ | ------- |
| (TOS) Rosignano Solvay | 2 – 2 (gfc)     | Cynthia (LAZ)   | 1 – 0  | 1 – 2   |
| (E.R) Ravenna          | 1 – 1 (4-6 dtr) | Posillipo (CAM) | 1 – 0  | 0 – 1   |

## Finale
Alla finale giungono il Rosignano Solvay (che milita nel girone E dell'Interregionale) ed il Posillipo (girone B della Promozione Campania) e viene disputata a Santa Marinella.
| Arbitro: | D'Ambrosio (Padova) |

| |            | |
| Mattolini 27’ Becherini 31’ | Marcatori  | |
| · Neri · Bonini · Antonioli · Mattolini · M. Tinucci · Da Mommio · 76’ Nanni · Lombardi · 63’ Pistoia · Cardinali · Becherini · A disposizione: · 63’ Fratini · 76’ Biondi | Formazioni | · Gonnelli · Donadio 46’ · Palma · Moriello · Arbitrio · Villapiano · Volpe · Porpora · Volpicelli · Laringe · De Rosa · A disposizione: · Luzi 46’ |
| Lazzerini | Allenatori | Sommella |